# Tourismusregion (Österreich)
Unter Tourismusregion versteht man in Österreich die in den Landestourismusgesetzen verankerten Tourismusverbände mehrerer Gemeinden, im weiteren Sinne aller Gebietskörperschaften.

## Grundlagen
Der Tourismus in Österreich ist ein bedeutender Wirtschaftsfaktor. Schon zu Beginn der Entwicklung des Tourismus in der Belle Epoque, ab den 1870ern (Tirol) und der Wende des 19. und 20. Jahrhunderts (Sommerfrischegegenden), wurden in einzelnen Orten erste Verschönerungs- und Fremdenverkehrsvereine begründet. Im Laufe der letzten Jahrzehnte wurde die Organisation des Tourismus auf Gemeindeebene zu einem zentralen Anliegen der Raumordnung wie auch der Wirtschaftsförderung. Tourismusrecht ist Österreich ist Ländersache, und der organisatorische Aufbau der kommunalen und Gesamt-Landes-Tourismusinfrastruktur (Tourismusorganisationen) ist heute durchwegs in den Tourismusgesetzen der Länder geregelt.
Verpflichtet zur Gründung eines Tourismusverbands sind im Allgemeinen die Tourismusgemeinden, die ab einer gewissen  Nächtigungsintensität in Ortsklassen eingestuft sind. Dabei können sich auch mehrere Gemeinden, sofern sie gemeinsames Destinationsmarketing betreiben, und meist – aber nicht in allen Ländern – eine geschlossene geographische Region bilden, zu einem Verband zusammenschließen. Diese mehrgemeindigen Verbände werden in Österreich allgemein Tourismusregion genannt.
Tourismusverbände sind eine Körperschaft öffentlichen Rechts und besitzen Rechtspersönlichkeit, die Tourismusregionen sind meist in Gestalt eines Gemeindeverbands, eines Vereins oder einer privatwirtschaftlichen Unternehmensform (etwa als GmbH) organisiert.
Mitglieder in den Tourismusregionen sind neben den Gemeinden selbst teils auch wichtige regionale Akteure, etwa Tourismusinfrastrukturbetreiber (Tourismusinteressenten).
Dabei besteht enge Zusammenarbeit mit den Landestourismusorganisationen und der Österreich Werbung (der Tourismusorganisation des Bundes), wie auch den zuständigen Behörden (Dienststellen der Landesregierungen; Dienststelle des Bundes, derzeit Sektion Tourismus und Historische Objekte am Bundesministerium für Wirtschaft, Familie und Jugend). In diesem Sinne sind die Länder selbst wie auch Österreich als Ganzes ebenfalls Tourismusregionen.
Verbunden mit der Organisationsform ist durchwegs auch ein rechtlicher Schutz des Regionsnamens als Marke.

## Landesspezifische Regelungen

### Oberösterreich
Oberösterreich kannte seit dem O.ö. Fremdenverkehrsgesetz 1965 die Tourismus-Verbändegemeinschaft (TGV) als Zusammenschluss von Tourismus- und „Nicht-Tourismus“-Gemeinden, also Ortsklassen A, B, C oder Statutarstädten respektive Ortsklasse D (§ 12, dann III. Abschnitt 3. Tourismus-Verbändegemeinschaften § 26 Oö. Tourismus-Gesetz 1990),
und später den Begriff Mehrgemeindiger Tourismusverband (MTV) als Zusammenschluss von Verbänden von Tourismusgemeinden als eigene Körperschaft (III. Abschnitt 2. Tourismusregionen §§ 24,25 Oö. Tourismus-Gesetz 1990) –
während in ersterer auch Gemeinden als solche Mitglied sein konnten, und die Rechtspersönlichkeit der einzelnen Verbände (ein- und mehrgemeindige) und Gemeinden bestehen geblieben war.
Bei Kurorten tritt anstelle des Tourismusverbands der Kurverband.
Durch die Oö. Tourismus-Gesetz-Novelle 2003
waren die Verbändegemeinschaften aufgehoben worden, sodass Tourismusregionen ausschließlich aus Tourismusgemeinden bestehen und die alleinigen Vertreter der Gemeinden darstellen.
Den Tourismusverbänden „obliegt für ihren örtlichen Bereich die Durchführung, Anregung und Unterstützung von Maßnahmen, die geeignet sind, den Tourismus zu fördern. Sie haben ihre Tätigkeit an der tourismuspolitischen Strategie des Landes Oberösterreich auszurichten. Tourismusverbände … müssen diese Ausrichtung in einem Tourismuskonzept festlegen. In diesem sind die zu entwickelnden Tourismusbereiche zu definieren und die erforderlichen Marketingmaßnahmen zu planen.“ (§ 4 Abs 5 Aufgaben).
2003 wurden auch die Regionalen Tourismuskonferenzen geschaffen (§ 25a Oö. Tourismus-Gesetz),
die der Abstimmung der Tourismusverbände gewisser Regionen mit ähnlichem Destinationsprofil (Tourismussparte) dienen sollen (wie Salzkammergut oder Donauraum).
Mit der Oö. Tourismusrechts-Novelle 2012
laut Kursbuch Tourismus Oberösterreich 2011 bis 2016 wurde die Bildung von gemeindeübergreifenden Tourismusverbänden grundlegend vereinfacht, und seither wird nicht mehr prinzipiell zwischen ein- und mehrgemeindigen Tourismusverbänden unterschieden (III. Abschnitt 1. Tourismusverbände §§ 4–21 Oö. Tourismus-Gesetz).
Insbesondere können Tourismusverbände – ähnlich wie Unternehmen – relativ problemlos verschmolzen werden, was der Anpassung an sich verändernde Marktlage und Zielsetzungen erleichtert.
Pflichtmitglieder sind die Tourismusinteressenten, das sind – mit einigen Ausnahmen – alle Gewerbetreibenden mit Sitz in der Gemeinde (§ 1 Z 5, § 6 Abs 1, § 37 u. 38).
Nicht als Tourismusgemeinde eingestufte Orte oder dort Ansässige können in Form eines Interessenten kooperieren oder begleitenden Interessensgemeinschaften (örtliche Vereine, Gesellschaften) beitreten. Ein geschlossener geographischer Zusammenhang ist nicht gefordert.
Im Jahr 2018 wurden mit dem öberösterreichischen Tourismusgesetz 19 Tourismusverbände geschaffen.
Siehe auch: Liste der Tourismusregionen in Oberösterreich

### Salzburg
Im Land Salzburg ist der Begriff des Tourismusverbands stark auf den Zusammenschluss von Unternehmen bezogen („Zur Wahrung, Förderung und Vertretung der örtlichen Belange des Tourismus einschließlich der Freizeitwirtschaft im Land Salzburg können die auf Grund ihrer Tätigkeit wirtschaftlich unmittelbar oder mittelbar am Tourismus interessierten Unternehmer … in jeder Gemeinde zu einem Tourismusverband zusammengeschlossen werden.“ § 1 Tourismusverband Abs 1 Salzburger Tourismusgesetz 2003, S.TG 2003).
„Die am Tourismus unmittelbar oder mittelbar interessierten“ Unternehmen im Gebiet des Tourismusverbandes sind per Gesetz Pflichtmitglieder dieses Verbands (§ 2 S.TG 2003). Freiwillige Mitglieder (Interessierte) im Verbandsgebiet können durch den Ausschuss aufgenommen werden (§ 2 Abs 4, § 12).
„Zur Wahrung, Förderung und Vertretung der örtlichen Belange des Tourismus obliegen dem Tourismusverband insbesondere die Organisation des Tourismus, vor allem die Führung einer Informationsstelle; die Betreuung der Gäste, insbesondere durch Information, Unterhaltung und Gestaltung von Freizeitaktivitäten; die Mitgestaltung des Angebotes durch eigene Initiativen und durch Koordination der vielen Einzelangebote; die Schaffung und Führung von Tourismuseinrichtungen und -anlagen sowie die Beteiligung an solchen; die Erstellung von Konzepten für die Entwicklung des Tourismus; die Werbung und die Verkaufsförderung sowie die Koordination des Verkaufs; Förderung und Erhaltung von Kultur und Landschaft; die Förderung der wirtschaftlichen Infrastruktur (Ortsmarketing)“ (§ 1 Abs 4, auszugsweise).
Für gemeindeübergreifende Verbände ist eine „natur- oder kulturräumliche Einheit“ Voraussetzung (§ 1a), es können aber auch Verbände für Teile von Gemeinden errichtet werden (oder Verbände aus Gemeinden und Gemeindeteilen).
Sie werden von der Landesregierung explizit verordnet,
und sind laut § 2 S.TG Körperschaften öffentlichen Rechtes.
Die Salzburger Verbandslandschaft ist noch stark auf Ortsverbände ausgerichtet. Diese Verbände schließen sich dann vielfach weiter überörtlichen Vereinen oder Gesellschaften, die insbesondere zu Marketingzwecken gegründet wurden, an.
Diese regionalen Marketinggesellschaften/Kooperationen stellen die eigentlichen Tourismusregionen in der Praxis dar.
Es gibt (Stand 5/2013) 107 Gemeinden mit Tourismusverbänden, davon 17 mit anderen Gemeinden zusammen und die Stadt Salzburg mit dem Altstadtverband, die restlichen 89 mit Einzelverband. Es sind aber fast alle der 119 Gemeinden touristisch organisiert.
Die grundlegenden Tourismusregionen sind 17.

### Steiermark
In der Steiermark sind die Tourismusregionen in Form des gemeinsamen Tourismusverbands von Tourismus- und auch „Nicht-Tourismus“-Gemeinden (Ortsklassen A, B, C oder Statutarstädte respektive Ortsklasse D) verankert.

„Tourismusgemeinden, die ein gemeinsames oder gleichartiges Tourismusangebot haben und die als Region eine Einheit bilden, sollen zu einem gemeinsamen Tourismusverband zusammengeschlossen werden.“

„Zur Wahrung, Förderung und Vertretung der örtlichen Belange des Tourismus obliegen dem Tourismusverband insbesondere die Organisation des Tourismus; die Betreuung der Gäste; die Mitgestaltung des Angebotes; die Erstellung von Konzepten für die Entwicklung des regionalen Tourismus, einschließlich der Integrierung der Markeninhalte der Dachmarke Steiermark; Marketing, Werbung, Angebotsaufbereitung, Produktentwicklung und Destinationsmanagement; die Werbung“ (§ 4 Abs 4, auszugsweise).
Gesetzliche Mitglieder sind die Tourismusinteressenten (in der Beitragsgruppenordnung festgelegte Berufsgruppen) sowie die Gemeinde(n) (§ 8 Abs 1), freiwillige oder außerordentliche Mitglieder (Sitz außerhalb des Verbandsgebietes) werden durch Beschluss der Tourismuskommission aufgenommen (§ 8 Abs 2 u. 3, § 13).
Das Gesetz sieht vor, dass die Tourismusverbände mit den Regionalverbänden „zum Zweck der mehrjährigen Planung und Durchführung touristischer Aktivitäten wie Marketing, Produktentwicklung, Vermarktung und Vertrieb im Sinne der jeweils gültigen tourismuspolitischen Landesstrategie“ zusammenarbeiten (§ 6 Regionale Zusammenarbeit), und – von Landesseite – „besonders zu fördern“ sind (§ 4 Abs 3).
Eine Verschmelzung ist  möglich, ebenso eine Aufteilung nach dem Verhältnis des Aufkommens an Interessentenbeiträgen (§ 4 Abs 6).
In der Steiermark ist heute das gesamte Landesgebiet auf 8 Tourismusregionen aufgeteilt. Anlässlich der Gemeindestrukturreform der Steiermark 2010–2015 hat sich die Zahl der Mitgliedsgemeinden deutlich reduziert, die grundlegende Struktur blieb aber erhalten. Im Zuge dessen wurden die vorher 50 mehrgemeindigen Verbände im Sinne § 4 Abs. 3 mit 273 Tourismusgemeinden und die 108 eingemeindigen Verbände
zu jetzt 36 mehrgemeindigen Verbänden mit zusammen 128 Tourismusgemeinden und weiteren 93 eingemeindigen Verbänden umstrukturiert. Diese Verbände stellen teils einzelne Regionen dar, meist kooperieren sie in einer größeren Tourismusregion.

### Tirol
Bis zur Reform 2006 galt in Tirol eine Regelung mit Tourismusverbänden für eine Gemeinde, mehreren Tourismusverbänden für das Gebiet einer Gemeinde, oder für mehrere Gemeinden und/oder Teilgebiete von Gemeinden (§§ 1,2 Tiroler Tourismusgesetz 1991).
Mit der Neuordnung der Tourismus (neuformulierte Strategie Tiroler Weg)
und Inkrafttreten des Tiroler Tourismusgesetz 2006
wurden „flächendeckend für das gesamte Landesgebiet regionale Tourismusverbände“ (Tourismusregionen) errichtet (I. Teil Tourismusverbände, § 1 Abs 1 Tiroler Tourismusgesetz), die sich „am Ziel der Schaffung leistungsfähiger Tourismusverbände orientieren“. Sie werden von der Landesregierung verordnet, und sind nach § 1 Abs 2 Körperschaften des öffentlichen Rechts. Umstrukturierungen werden von Land „nach billigem Ermessen“ verordnet (§ 1 Abs 4).
Den Tourismusverbänden obliegen „die Wahrung, Förderung und Vertretung der örtlichen und regionalen Belange des Tourismus unter Bedachtnahme auf seine ökonomischen, sozialen, kulturellen, ethischen und ökologischen Auswirkungen; [sowie] insbesondere die tourismusstrategische Planung für ihr Verbandsgebiet, das touristische Marketing, Marktforschung, Angebotsgestaltung, Werbung und Öffentlichkeitsarbeit, Verkaufsförderung und Vertrieb sowie die laufende Überprüfung der Marketingmaßnahmen auf ihren Erfolg, die Förderung des Verständnisses der Bevölkerung für die gesamtwirtschaftliche Bedeutung des Tourismus, die Unterstützung und Koordinierung der Tätigkeiten der Mitglieder und der öffentlichen Einrichtungen bei der Gestaltung eines marktgerechten Angebots, sonstige Maßnahmen der Gästebetreuung, insbesondere im Bereich des Veranstaltungsmanagements, die Weiterbildung der Mitglieder, der Funktionäre und der Bediensteten des Tourismusverbandes, die Führung einer Geschäftsstelle und der erforderlichen Ortsbüros als Einrichtungen zur Betreuung der Gäste und der Mitglieder“ (§ 3 Aufgaben Abs 1 u. 2, auszugsweise).
Pflichtmitglieder sind jene Unternehmer im Verbandsgebiet, die „unmittelbar oder mittelbar einen wirtschaftlichen Nutzen aus dem Tourismus in Tirol erzielen“ (§ 2 Abs 1), freiwillige Mitgliedschaft entscheidet der Aufsichtsrat des Tourismusverbands (§ 2 Abs 4).
In Tirol mit seiner flächendeckenden Organisation gibt es seit 2011 insgesamt 34 regionale Tourismusverbände (Tourismusregionen). Vor 1996 hatte es noch 250 selbstständige Tourismusverbände (bei 279 Gemeinden) gegeben, dann setzte die anfangs freiwillige Fusionierung ein, bis sich die heutige Struktur entwickelte.